# Halifax County 100 1970
Halifax County 100 1970 var ett stockcarlopp ingående i Nascar Grand National Series (nuvarande Nascar Cup Series) som kördes 29 augusti 1970 på den 0,357 mile (574,535m) långa ovalbanan South Boston Speedway i South Boston i Virginia. Totalt avverkades 100,317 miles (161,444 km) fördelat på 281 varv. Banunderlaget var asfalt. Loppet vanns av Richard Petty i en Plymouth på tiden 1:22.23 körande för Petty Enterprises. Pettys snitthastighet uppgick till 73,06 mph. Det var Pettys 114:e vinst av totalt 200 i karriären. Prispotten uppgick till 8 075 dollar, varav 1 500 dollar gick till segraren.

## Resultat
| Plc     | Nr | Förare           | Team/ bilägare            | Konstruktör | Start | Varv | Ledda varv |
| ------- | -- | ---------------- | ------------------------- | ----------- | ----- | ---- | ---------- |
| 1       | 43 | Richard Petty    | Petty Enterprises         | Plymouth    | 1     | 281  | 271        |
| 2       | 71 | Bobby Isaac      | K&K Insurance Racing      | Dodge       | 24    | 280  | 0          |
| 3       | 22 | Bobby Allison    | Bobby Allison Motorsports | Dodge       | 3     | 280  | 0          |
| 4       | 72 | Benny Parsons    | DeWitt Racing             | Ford        | 2     | 279  | 10         |
| 5       | 48 | James Hylton     | Hylton Engineering        | Ford        | 7     | 277  | 0          |
| 6       | 06 | Neil Castles     | Neil Castles              | Dodge       | 5     | 276  | 0          |
| 7       | 70 | J.D. McDuffie    | McDuffie Racing           | Mercury     | 8     | 273  | 0          |
| 8       | 64 | Elmo Langley     | Langley-Woodfield Racing  | Ford        | 16    | 272  | 0          |
| 9       | 25 | Jabe Thomas      | Robertson Racing          | Plymouth    | 19    | 272  | 0          |
| 10      | 4  | John Sears       | John Sears                | Dodge       | 10    | 272  | 0          |
| 11      | 24 | Cecil Gordon     | Gordon Racing             | Ford        | 11    | 267  | 0          |
| 12      | 68 | Larry Baumel     | Allan Schlauer            | Ford        | 18    | 260  | 0          |
| 13      | 74 | Bill Shirey      | Bill Shirey               | Plymouth    | 6     | 258  | 0          |
| 14      | 79 | Frank Warren     | Warren Racing             | Plymouth    | 17    | 178  | 0          |
| 15      | 10 | Bill Champion    | Champion Racing           | Ford        | 9     | 161  | 0          |
| 16      | 8  | Ed Negre         | Negre Racing              | Ford        | 15    | 150  | 0          |
| 17      | 34 | Wendell Scott    | Robertson Racing          | Plymouth    | 14    | 125  | 0          |
| 18      | 45 | Bill Seifert     | Seifert Racing            | Ford        | 13    | 97   | 0          |
| 19      | 26 | Earl Brooks      | Brooks Racing             | Ford        | 4     | 87   | 0          |
| 20      | 19 | Henley Gray      | Gray Racing               | Ford        | 21    | 80   | 0          |
| 21      | 04 | Ken Meisenhelder | Ken Meisenhelder          | Chevrolet   | 20    | 54   | 0          |
| 22      | 54 | Bill Dennis      | Bill Dennis               | Chevrolet   | 12    | 24   | 0          |
| 23      | 77 | John Kenney      | Bob Freeman               | Ford        | 22    | 19   | 0          |
| 24      | 33 | Dave Marcis      | Wayne Smith               | Chevrolet   | 23    | 3    | 0          |
| Källor: |    |                  |                           |             |       |      |            |